# Монгольские завоевания
Монгольские завоевания — войны и походы армий Чингисхана и его потомков в XIII-XIV веках в Азии и Восточной Европе. Захватнические войны Монгольской империи привели к опустошению обширных регионов, покорению многих народов, разрушению городов и памятников культуры. На захваченных территориях возникли ряд государств: Золотая Орда, Чагатайский улус, государство Хулагуидов, империя Юань. От монгольских военных вторжений в Цзиньской империи погибло около 50 млн человек, а только в Китае погибло около 45 — 60 млн человек. В Афганистане погибло около 750 тыс человек и население снизилось с 2.5 млн до 1.75 млн.
На протяжении XIII века Монгольская империя развивалась посредством серии победоносных походов по Евразии. На пике своего развития она простиралась от Тихого океана до Центральной Европы. В отличие от более поздних «морских империй», таких как европейские колониальные державы, Монгольская империя была сухопутной державой, использующей питающуюся травой конницу и скот. Таким образом, большая часть монгольских завоеваний и грабежей происходила в теплое время года в сезоны, когда было достаточно пастбищ для стад. Возвышению монголов предшествовали 15 лет влажной и теплой погоды с 1211 по 1225 год, когда создались благоприятные условия для разведения лошадей, что во многом способствовало монгольской экспансии.
Монгольские династии продолжали править Китаем вплоть до XIV века при династии Юань, Персией до XV века при Империи Тимуридов, а в Европе Чингизиды правили Крымским ханством до второй половины XVIII века. В Индии, в Империи Великих Моголов, правители которой были Чингизидами по материнской линии, продержались до XIX века.
- 1207—1211 гг. подчинение многих народов Сибири и Восточного Туркестана
- 1211—1234 гг. завоевание Северного Китая (завоевание Цзинь, завоевание Си Ся)
- 1215 г. завоевание Семиречья
- 1219—1221 гг. завоевание Средней Азии
- 1222—1223 гг. походы в Закавказье и на Северный Кавказ, завоевание Армении
- 1223 г. битва на реке Калка
- 1231—1259 гг. завоевание Кореи
- 1235—1279 гг. завоевание Южного Китая
- 1236—1237 гг. завоевание Волжской Булгарии
- 1237—1241 гг. нашествие хана Бату (Батый) на Русь
- 1241—1243 гг. войны в Польше, Венгрии, на Балканах и в Анатолии
- 1256—1260 гг. «Жёлтый крестовый поход» монголов на Ближний Восток
- 2-я половина XIII в. захват территорий в Восточной и Юго-Восточной Азии[6]

## Восточная Азия

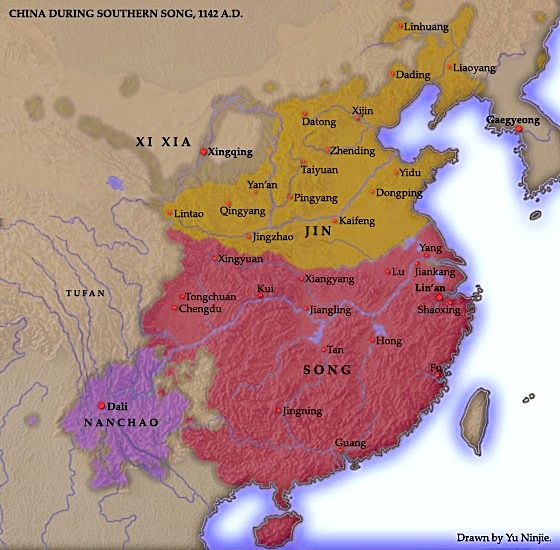
Государства Восточной Азии перед началом Монгольско-цзиньской войны

### Китай
Монгольско-цзиньская война (1211—1234) — война между Монгольской империей и чжурчжэньским государством Цзинь, завершившееся разгромом Цзиньской державы и установлением монгольского контроля над территорией современного северного Китая. Начало этого этапа завоевания можно датировать 1209 годом. В 1211 году монгольские войска во главе с Чингисханом выступили против чжурчжэньского государства Цзинь (ныне Северный Китай), которое не смогло противостоять монголам. К 1215 году государство почти полностью было завоёвано, был взят Яньцзин.
Монгольское завоевание Си Ся — боевые действия между Монгольской империей и государством Си Ся, завершившиеся разгромом тангутской державы и включением её территории в состав монгольского государства. В 1226 году Чингисхан начинает поход против Тангутского государства Си Ся, в 1227 году оно полностью уничтожено. В обратном пути Чингисхан умер. После него правителем стал Угэдэй, который в 1231 совместно с Толуем повёл войска на империю Цзинь. Заключив против него временный союз с Южной Сун, к 1234 году они совместно добиваются разгрома государства Цзинь.
Монгольское завоевание империи Южная Сун (1235—1279) — боевые действия между Монгольской империей и китайским государством Южная Сун, завершившиеся уничтожением китайского государства и включением его территории в состав империи Юань. В 1235 году начинается война монголов с империей Сун. Поначалу активные военные действия в сороковых годах снизились. В этом регионе монголы сконцентрировались на войне с другими государствами (Дали, Вьетнам). В 1258 году предпринимается новая атака на Сун, но китайцы оказали упорное сопротивление, а к тому же смерть монгольского командующего Мункэ вынудила их уйти. Хан Хубилай начал поход в 1267 году, осадил города Сянъян и Фаньчэн, взятые в 1273 году. После чего наступление продолжилось. 19 марта 1275 года в решающем сражении у Динцзячжоу была разбита китайская армия, после чего монголы с лёгкостью продолжили захватывать территории. В феврале 1276 года они вступили в южносунскую столицу Линьань и взяли императора в плен. В 1279 году монголы разбили последние силы сопротивления в Яйшань, таким образом, закончив завоевание Китая.
Монгольское завоевание государства Дали — боевые действия между Монгольской империей и байским государством Дали, завершившиеся уничтожением Дали и включением его территории в состав монгольской империи. Монгольское наступление с трёх сторон началось в конце октября 1253 года. Гао Тайсян, отказавшийся сдаться монголам, собрал свои войска в единый кулак на берегу реки Цзиньшацзян и ожидал приближения врага. Войска Хубилая вышли на противоположный берег реки в ноябре. Хубилай поручил Баяну соорудить наплавной мост из мешков, чтобы переправиться через реку. Баян, совершив ночной бросок через реку, застал противника врасплох и быстро нанёс ему полное поражение, перебив значительную часть вражеской армии и вынудив Гао Тайсяна бежать в столицу. После вступления в далийскую столицу монголов, Гао Тайсян был схвачен и лишился головы, однако по отношению к его семье и к простым горожанам Хубилай, по совету своего советника Яо Шу, проявил милосердие, ограничившись казнью чиновников.

### Корея
В период с 1231 по 1259 произошло шесть основных нашествий Монгольской империи против Кореи (Корё). В результате этих нашествий Корее был нанесён значительный урон и она стала данником монгольской династии Юань на следующие 80 лет.
В 1225 году Монгольская империя потребовала с Корё дань, но получила отказ, а монгольский посол Чу Ку Ю был убит. В 1231 году хан Угэдэй начал вторжение в Корё, являвшееся частью монгольских операций по захвату северных китайских территорий. Монголы дошли до Чхунджу в центральной части Корейского полуострова, однако после нескольких боёв наступление было остановлено.
В 1235 монголы начали новый поход на Корё, опустошив провинции Кёнсандо и Чолладо. Сопротивление было упорным, король серьёзно укрепил свой замок на острове Канхвадо, однако армия Корё не могла справиться с завоевателями. В 1239 году Корё сдалось и запросило перемирия. Монголы отступили в обмен на соглашение о том, что Корё пошлёт в Монголию королевскую семью в качестве заложников. Однако Корё послало подставных людей вместо членов королевской фамилии. Раскрыв уловку, монголы начали настаивать на запрете корейским кораблям выходить в море и на аресте и казни деятелей антимонгольского движения. Корё пришлось послать в Монголию одну из принцесс и десять детей знати. Остальные требования были отклонены.
В 1247 году монголы начали четвёртую кампанию против Корё, настаивая на возвращении столицы с Канхвадо в Кэсон. Со смертью хана Куюка в 1248 монголы снова отступили. До 1251 года, когда на престол взошёл хан Мункэ, монголы повторяли свои требования. После отказов Корё, они начали новую большую кампанию в 1253 году. Ван Коджон, наконец, согласился перенести столицу назад и послал одного из своих сыновей, принца Ан Гёнгона (安慶公) в Монголию в качестве заложника, после чего монголы отступили. Узнав о том, что большая часть корейской знати осталась на Канхвадо, монголы начали новый поход на Корё. Между 1253 и 1258 годом они провели серию атак против Кореи. После серии боёв монголы окружили Канхвадо и в декабре 1258 года Корё окончательно сдалось. Новый ван Вонджон безоговорочно признал господство монголов на правах вассала, отправив им своего сына в качестве заложника. Между 1264 и 1294 годами корейцы направляли ко двору монгольского императора 36 посольств с данью.

### Япония

Монгольские лучники. С японского свитка XIII столетия

Попытки вторжения монголов в Японию были предприняты монголо-корейско-китайской империей внука Чингисхана Хубилая дважды: в 1274 и 1281 годах. Оба раза в короткие сроки создавались мощные флоты вторжения, второй из которых был самым большим в истории человечества до операции «Оверлорд» Второй мировой войны. Однако, не имевшие никакого опыта в мореплавании, навигации и морских сражениях, а также недостаточно знавшие технологию судостроительства армады континентальной империи оба раза были разметены как, в небольшой мере, более манёвренным японским флотом и оборонительными силами, так и, в основном, сильным ветром. Вторжение провалилось. По легенде, сильнейшие тайфуны, возникшие во время высадки захватчиков на Японские острова и уничтожившие большинство кораблей, были названы японскими историками «камикадзе», что значит «божественный ветер», давая понять, что это божественная помощь японскому народу.
При первом нападении, произошедшем в 1274 году, действовал монгольско-корейский флот, с численностью экспедиционных войск от 23 до 37 тыс. чел, примерно 15 тыс. из них являлись монголами, чжурчжэнями и китайцами, примерно 8 000 корейцами. Монголы с лёгкостью разбили непривыкшие сражаться в сомкнутом строю японские отряды на островах Цусима и Ики и опустошили их. После чего они 19 ноября они высадились на восточном берегу острова Кюсю и начали атаку, включавшую обстрел из огнеметательных орудий. Внезапно начался тайфун, к тому же погиб главнокомандующий Лю, в результате чего монголы вынуждены были отступить, потеряв, по некоторым данным, до 13 тыс. чел.
Хубилай стал готовиться к новому нападению. Японцы также не тратили даром времени — они строили укрепления и готовились к обороне. В 1281 году два монгольско-корейско-китайских флота — из Кореи и из Южного Китая — направились к острову Кюсю. Численность перевозившихся ими войск достигала 140 000 человек. Первым прибыл малочисленный восточный флот, который японцы сумели отразить. Затем с юга приплыл основной флот, но повторившаяся история с тайфуном уничтожила большую часть флота завоевателей.

## Средняя Азия

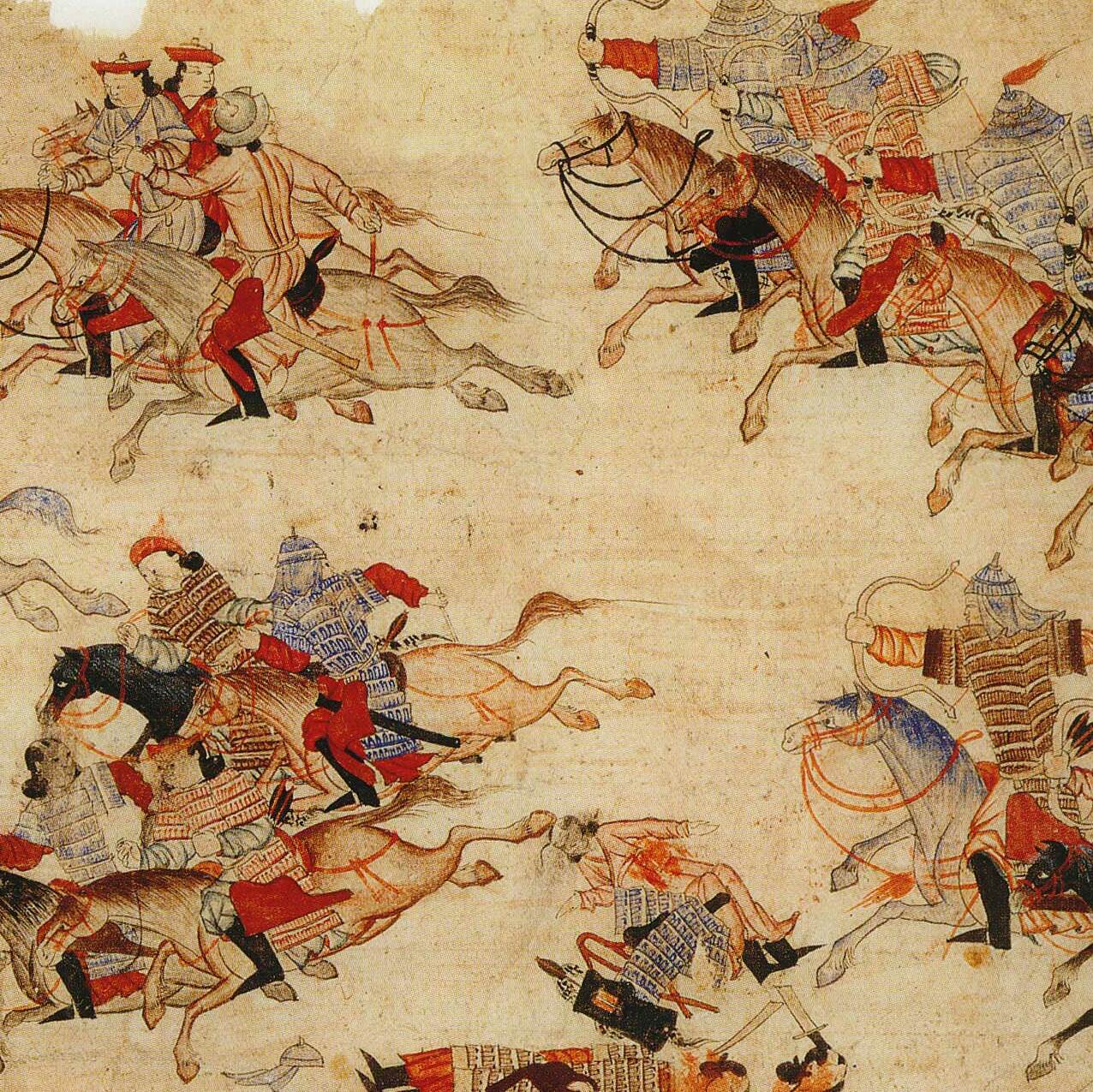
Монгольские конники, преследующие врагов. Миниатюра персидской рукописи «Сборника летописей» Рашид-ад-Дина, первая четв. XIV в.

Монгольское завоевание Средней Азии проходило в два этапа. В 1218 году монголы разгромили своего старого противника Кучлука, ставшего незадолго до этого гурханом Кара-киданьского государства, причём кара-киданьская территория была поделена между Монгольской империей и Хорезмом. К осени 1219 года началась война с Хорезмом, которая продолжалась до весны 1223 года. В этот период была завоёвана основная часть государства Хорезмшахов от Инда до Каспийского моря. Последний Хорезмшах Джелал ад-Дин Мангуберди, ещё несколько лет оказывавший сопротивление монголам, в конце концов был побеждён и погиб в 1231 году.

### Предпосылки конфликта
После покорения основной части империи Цзинь монголы начали войну против Кара-киданьского ханства, победив которое установили границу с Хорезмшахом Мухаммадом ибн Текешем. Хорезмшах Ургенча правил огромным мусульманским Хорезмским государством, простиравшимся от Северной Индии до Каспийского и Аральского морей, а также от современного Ирана до Кашгара. Ещё воюя с империей Цзинь, Чингисхан посылал к хорезмшаху послов с предложением союза, однако последний решил не церемониться с монгольскими представителями и приказал их казнить.

### Начало войны

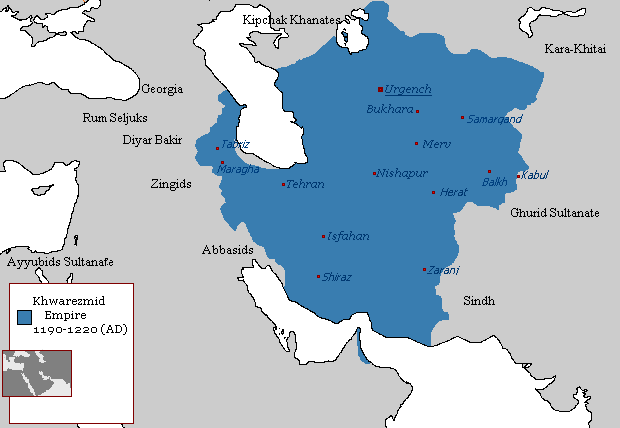
Государство Хорезмшахов (1190—1221)

В 1219 году Чингисхан лично выступил в поход со всеми своими сыновьями и с главными военными силами. Армия завоевателя была разделена на несколько частей. Одной командовали его сыновья Чагатай и Угэдэй, оставленные отцом осаждать Отрар; вторую возглавил старший сын — Джучи. Его основной целью было завоевание Сыгнака и Дженда. Третья армия была направлена на Ходжент. Основные силы под предводительством Чингисхана и его сына Толуя должны были захватить Самарканд.
Осада Отрара силами нескольких туменов началась в сентябре 1219 года и продолжалась около пяти месяцев. Кайыр-хан, зная, что монголы не пощадят его, отчаянно защищался. Предательство одного из военачальников ускорило падение Отрара. Выйдя ночью из городских ворот, он сдался монголам. Через эти же ворота осаждающие ворвались в город. Часть войск и жители заперлись в крепости и продолжали обороняться. Только через месяц монголы смогли взять цитадель. Все её защитники были убиты, крепость разрушена, Кайыр-хан казнён, а город после разграбления сравняли с землёй. Пленники (хашар) из Отрара затем были использованы при штурме Ходжента и Самарканда.
Отряды Джучи, совершавшие походы по Сырдарье, весной 1220 года подошли к Сыгнаку. Осада его продолжалась семь дней, после чего монголы ворвались в город и разрушили все его крепостные сооружения. За короткий срок монголам подчинились Узген, Барчынлыкент и Дженд. 10-тысячный отряд взял Янгикент и направился в низовья Сырдарьи, мобилизовал там 10 тыс. туркмен. Они восстали, были частично разбиты, а частично отступили на юг, в направлении Мерва. Основные силы Джучи расположились в районе Дженда.
В 1220 году третья армия численностью 5 тыс.чел. взяла Бенакент и окружила Ходжент, тоже расположенный на Сырдарье. В течение осады численность монгольского войска увеличилась до 20 тыс. чел., численность используемых при осаде пленных — до 50 тыс. чел. Тимур-Мелик, руководивший обороной островной крепости, отплыл вниз по Сырдарье. Монголы организовали преследование, а когда Тимур-Мелик достиг района расположения войск Джучи, он был вынужден высадиться на левый берег реки и смог с боем уйти от преследования, затем убить монгольского наместника в Янгикенте.
Четвёртая армия, возглавляемая самим правителем монголов и его сыном Толуем, подошла к Бухаре, гарнизон которой, по разным данным, насчитывал от 3 тыс. до 20 тыс. чел. После короткой трёхдневной осады в марте 1220 года жители Бухары предпочли сдаться, но небольшой гарнизон цитадели численностью 400 чел., по словам арабского историка Ибн аль-Асира, сражался ещё 12 дней, пока не был весь перебит. После того население Бухары подверглось жестоким насилиям, а сам город был разграблен, разрушен и сожжён монголами; многие пленники были отправлены на осаду Самарканда. Оставив Бухару в руинах, Чингисхан по долине Согдианы направился к Самарканду (гарнизон, по разным данным, 40 тыс. или 110 тыс. чел., до 20 боевых слонов). На третий день часть духовенства открыла ему ворота и без боя сдала город. 30 тысяч воинов-канглов, бывшие опорой хорезмшаха Мухаммеда и его матери Туркан хатун, сдались в плен, но были казнены монголами.
Так же поступили и в городе Балхе. Но ни в том, ни в другом случае добровольная сдача не спасла жителей города от насилия и грабежа. По данным китайского паломника Чан-Чуня, от 400-тысячного населения Самарканда осталось в живых всего лишь 50 тысяч.
Тщетно попытавшийся собрать новое войско в Нишапуре хорезмхшах Мухаммед лишился поддержки и пал духом, укрывшись на одном из пустынных островов Каспийского моря, где в деревушке Астара и умер в феврале 1221 года, передав власть своему сыну Джелал-ад-Дину. Три тумена во главе с Джэбэ, Субэдэй-багатуром и Тохучар-нойоном преследовали Мухаммеда. Проходя через владения Хан-Мелика, Тохучар в нарушение предварительной договорённости начал грабить и брать в плен жителей, в результате чего был разбит Хан-Меликом (убит или, по версии «Сокровенного сказания», после возвращения к Чингисхану понижен в должности). 
Чингисхан дальше Самарканда не пошёл, а отправил Толуя с 70-тысячной армией на покорение Хорасана, а в начале 1221 года 50-тысячная армия Джучи, Чагатая и Угэдэя подступила к столице Хорезма — городу Ургенчу. После семимесячной осады монголы взяли его, разгромили, а жителей увели в плен. Затем Чингисхан дал поручение Джучи продолжить завоевания в Восточной Европе, где его войска должны были соединиться с посланными туда Джэбэ и Субэдэем, но тот уклонился от его выполнения.

### Завоевание Восточного Ирана

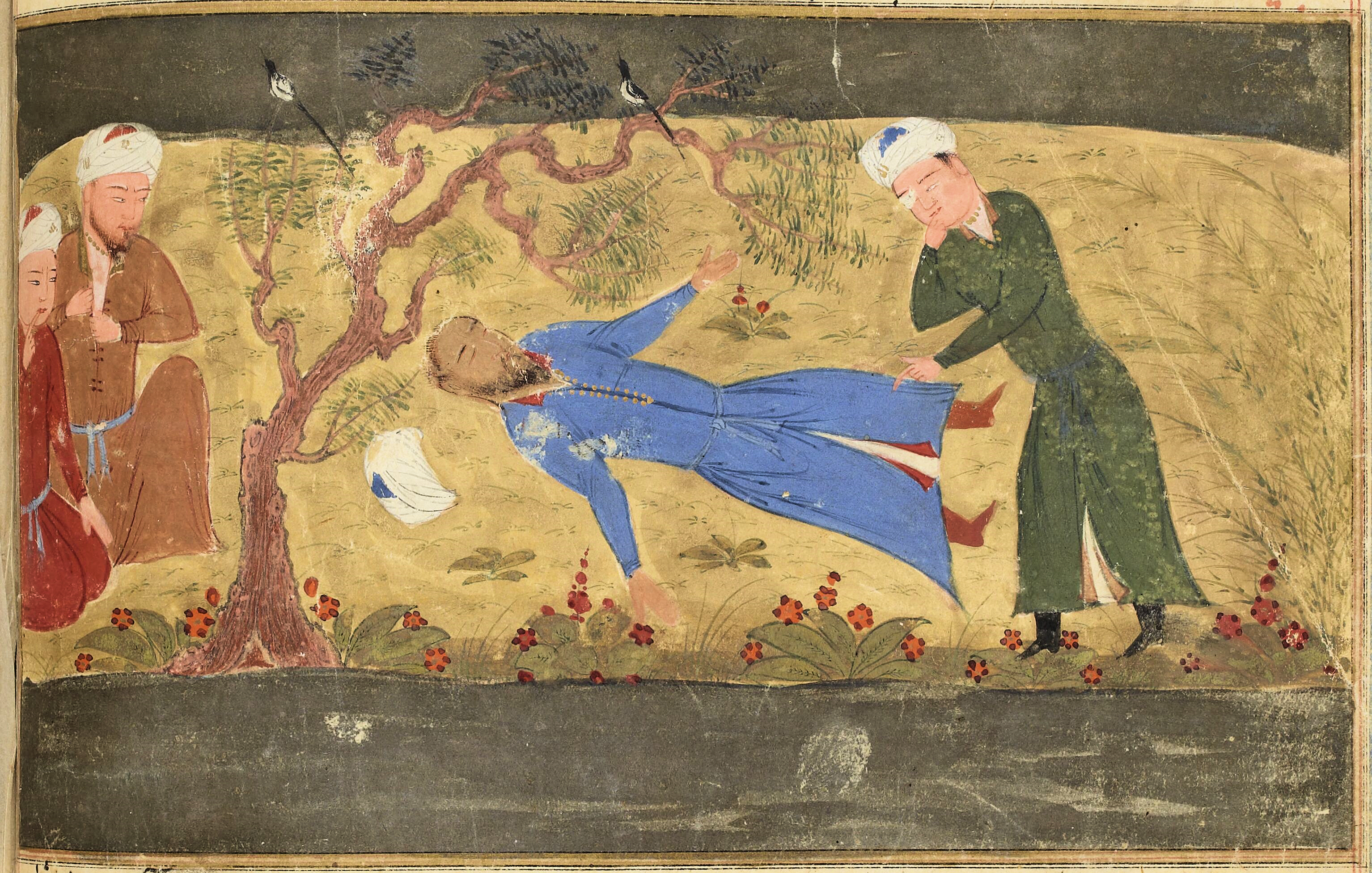
Смерть хорезмшаха Мухаммеда. Миниатюра из Джами ат-таварих. Рукопись XV века, Герат

Разорив Мазандаран, монголы Толуя двинулись на Рей, на подходе к которому, по словам Ибн аль-Асира, им удалось захватить мать хорезмшаха, его гарем и сокровищницу. Всё это отправлено было в дар Чингисхану, после чего разорён был сам Рей. 
Затем Толуй со своим войском вошёл в провинцию Хорасан и взял штурмом Нессу, после чего появился перед крепостными стенами Мерва. Под Мервом были использованы пленники почти из всех городов, ранее захваченных монголами. Воспользовавшись изменой жителей города, монголы захватили Мерв и по свойственной им манере разграбили и сожгли город в апреле 1221 года. По рассказу Ибн аль-Асира, число подсчитанных по приказу Толуя убитых жителей Мерва якобы достигало 700 тыс.
Из Мерва Толуй отправился в Нишапур. Четыре дня его жители отчаянно сражались на стенах и улицах города, но силы были неравные. Город был взят, и, за исключением четырёхсот ремесленников, оставленных в живых и отправленных в Монголию, остальные мужчины, женщины и дети были зверски убиты. Герат открыл свои ворота монголам, но это не спасло его от разорения. На этом этапе своего продвижения по городам Азии Толуй получил приказ от отца присоединиться к его армии в Бадахшане. Чингисхан собирался после небольшого перерыва, во время которого он захватил Газни, возобновить преследование Джелал-ад-Дина, который, собрав 70-тысячное войско, нанёс поражение 30-тысячному отряду монголов во главе с Шиги-Хутуху при Парване. Чингис-хан, который в это время был связан осадой Талькана, вскоре овладел крепким городом и мог сам с главными силами выступить против Джелал ад-Дина; тыл его обеспечивался отрядом Толуя в Хорасане. Предводитель монголов во главе 30-тысячного войска настиг Джелал-ад-Дина в декабре 1221 года на берегу реки Инд. Армия хорезмийцев насчитывала 50-тысяч человек. Монголы провели обходной манёвр по труднопроходимой скалистой местности и нанесли удар хорезмийцам во фланг. Также Чингисхан ввёл в бой элитное гвардейское подразделение «багатуров». Армия Джелал-ад-Дина была разбита, а сам он с 4 тысячами воинов спасся вплавь.
В погоню за молодым султаном, бежавшего на этот раз в Дели, Чингисхан отправил 20-тысячное войско. Опустошив провинции Лахор, Пешавар и Меликпур, монголы вернулись в Газни. Ещё 10 лет Джелал-ад-Дин боролся с монголами, пока не погиб в Анатолии в 1231 году.
За три года (1219—1221) под ударами монголов пало царство Мухаммеда Хорезмшаха, простиравшееся от Инда до Каспийского моря, его восточная часть была завоёвана.

## Поход Джэбэ и Субэдэя
Поход под командованием Джэбэ и Субэдэя (1220—1224) начался по приказу Чингис-хана в качестве погони за султаном Хорезма Ала ад-Дином Мухаммедом II. После смерти хорезмшаха поход был направлен против государств Кавказа и Восточной Европы.

### Кавказ
Зимой 1220 года монголы направились к берегу Каспия, в Муганскую степь. По пути туда они взяли Ардебиль и подошли к Тебризу, который откупился «деньгами, одеждами и скотом», а после этого имели место две битвы с грузинами. В первой 10-тысячному войску грузин было нанесено поражение. В январе 1221 года состоялась вторая битва, в которой объединённые войска монголов и тюрка Акуша нанесли грузинам новое поражение. Киракос Гандзакеци повествует о битве в долине Хунан, между реками Храми и Акстафа, когда грузинский царь Георгий IV и военачальник Иване Мхаргрдзели обратили врага в бегство, но после атаки засадного отряда монголов грузины вынуждены были отступить. По мнению А. Г. Галстяна, имела место лишь одна битва — в конце 1220 года в долине Хунан (иначе — Котман).

Карта Армении накануне монгольского завоевания

Весной монгольские полководцы, вторично получив в Тебризе дань, взяли Марагу (30 марта 1221 года) и Нахичеван. Атабек изъявил покорность и получил ал-тамгу и деревянную пайцзу. В августе-сентябре монголы вернулись в Хамадан, чтобы подавить восстание горожан, убивших поставленного наместника. По сведениям Рашид ад-Дина, узнав о смерти Мухаммеда и бегстве его сына Джелал ад-Дина в Хорасан, Джэбэ и Субэдэй отправили Чингис-хану соответствующее известие (когда именно это случилось, неясно). По предположению Дж. Бойла, преследование султана было лишь первым этапом похода. Покорение татарами армянских и грузинских княжеств и первые 44 года правления ханов в Закавказье описано в повествовании армянского монаха Магакии, сохранившемся до наших дней.
Монголы, вступив в Арран, захватили Байлакан (рамазан 618 г. х. / октябрь-ноябрь 1221 г. н. э.) и без боя взяли дань с Гянджи. После очередного вторжения в Грузию, они подступили к Шемахе в Ширване. Взяв город штурмом и разграбив его, монголы через Дербентский проход проникли на Северный Кавказ. Опустошив земли лезгинских народов, лакцев и даргинцев, они вторглись в Аварию. Путь завоевателям преградили аварцы во главе с нуцалом. Все попытки монголов покорить Аварию не имели успеха. Тогда они решили заключить с аварцами союз, который «был основан на дружбе, согласии и братстве», подкреплённый к тому же и узами династических браков. Обойдя Аварию, монголы столкнулись с соединёнными силами аланов и половцев (кипчаков). По словам Ибн аль-Асира, не достигнув успеха в первых столкновениях, монголы прибегли к хитрости. Заявив «мы и вы одного рода», нойоны одарили половцев и обещали не нападать, если те покинут аланов. Половцы разошлись по своим кочевьям. Внеся таким образом раскол в ряды неприятеля, монголы разбили аланов, а затем атаковали не ожидавших этого половцев. В столкновении погибли ханы Юрий Кончакович и Данила Кобякович, а остатки их орд отошли на запад и соединились с ордой Котяна, кочевавшего между Днепром и Днестром. Монголы вторглись в Крым, где взяли город Сурож (Судак).

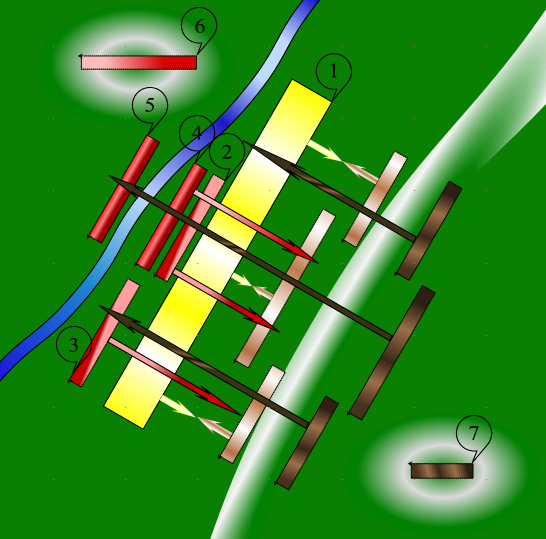
Схема битвы на Калке 31 мая 1223 года:
1) половцы (Ярун);
2) Даниил Волынский;
3) Мстислав Удатный;
4) Олег Курский;
5) Мстислав Черниговский;
6) Мстислав Старый;
7) Субэдэй и Джэбэ.

### Битва на Калке
В 1223 году на реке Калке произошла битва между объединённым русско-половецким войском и монгольским корпусом. В начале 1223 года в Киеве был созван княжеский съезд, решивший, что силы Киевского, Галицкого, Черниговского, Северского, Смоленского и Волынского княжеств должны поддержать половцев. Монгольские посланцы предложили русским выступить против половцев, но Мстислав казнил послов. Однако монголам удалось привлечь на свою сторону бродников, населявших южнорусские степи.
Сторожевой отряд монголов на левом берегу Днепра был разбит, и через 8-9 дней русско-половецкое войско подошло к реке Калка в Приазовье, где столкнулось с основными силами противника. Мстислав Удатный, не известив остальных князей, решил самостоятельно расправиться с монголами и переправился на другой берег вместе с половцами, руководимыми его воеводой, и волынскими дружинами. 31 мая 1223 года все они, а также черниговцы, были полностью разгромлены. Киевский князь, огородившись тыном на возвышенном противоположном берегу Калки, в течение трёх дней после битвы держал оборону. Затем, поверив обещанию воеводы бродников Плоскыни отпустить князей живыми, он покинул укрепление. Однако он, его князья и воеводы были пленены монголами и задавлены досками, на которых уселись пировать монгольские военачальники. После победы монголы преследовали остатки русского-половецкого войска до Святополча, разоряя пограничные города.
По ходу возвращения на восток монголы потерпели поражение в Волжской Булгарии в конце 1223 или начале 1224 года. Согласно Ибн аль-Асиру, с монгольской стороны в этой битве уцелело 4 тысячи человек. Через Саксин, располагавшийся, предположительно, на Нижней Волге, они проследовали в Дешт-и Кыпчак, где соединились с армией Джучи.

## Западный поход
Западный поход монголов в Восточную и Центральную Европу во главе с чингизидом Батыем и военачальником Субэдэем проходил в 1236—1242 годах.

### Волжская Булгария
Монгольское завоевание Волжской Булгарии происходило с 1229 по 1239 год и закончилось включением территории Волжской Булгарии в состав Золотой Орды. В 1229 году монголы под командованием Субэдэя и Кокошая разбили пограничный отряд булгар на реке Урал. Несколько лет спустя, в 1232 году, монгольская кавалерия покорила юго-восточную часть Башкирии и заняла южную часть самой Волжской Булгарии. В 1235 года монгольский курултай принял решение усилить корпус Субэдэя силами всех улусов, и новое монгольское вторжение в Волжскую Булгарию произошло осенью 1236 года. Численность монгольского войска в 120−150 тысяч у историков наиболее популярна. Монгольские войска во главе с Батыем осадили и захватили Биляр, Булгар, Сувар, Джукетау и ряд других городов и укреплений Волжской Булгарии. Во время монгольского похода на Северо-Восточную Русь (1237/38), булгары под предводительством знати восстали. Но основные силы монголов, вернувшиеся в Среднее Поволжье следующей зимой, сумели подавить восставших булгар и их вассалов.

### Русь

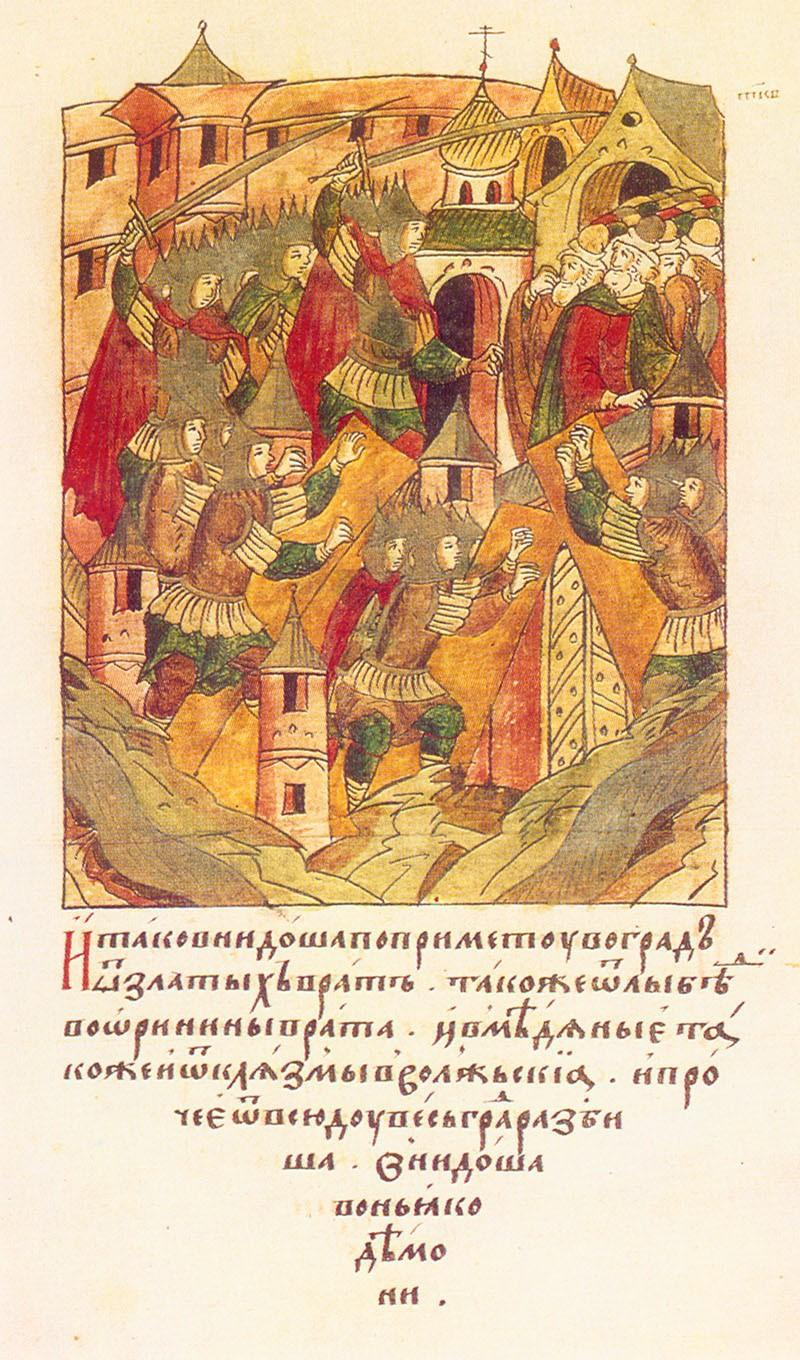
Взятие Владимира монголами. Миниатюра из русской летописи

Монгольское нашествие на Русь произошло в 1237—1241 годах в ходе Западного похода монголов 1236—1242 годах под предводительством чингизида Батыя и военачальника Субэдэя.
Осенью 1236 года всё монгольское войско было разделено на четыре части, три из которых готовились к вторжению на Русь. Монгольскими военачальниками выбрано было удачное время года — зима, когда замёрзли не только реки, ручьи и болота, но и вода в городских рвах. После поражения войск Рязанского княжества монголы взяли Рязань 21 декабря 1237 года, после битвы у Коломны с соединёнными силами Северо-Восточной Руси в первых числах января 1238 года, в котором погиб сын Чингисхана Кюльхан, пала Коломна. Затем арьергард монгольского войска испытал на себе удар вернувшегося из Чернигова рязанского боярина Евпатия Коловрата, сумевшего собрать, согласно народному преданию, отряд из 1700 воинов. Наиболее упорное сопротивление монголам оказали Москва (взята 20 января), Владимир (7 февраля), Переславль-Залесский, Тверь, Торжок (5 марта), Козельск (начало мая 1238 года). По летописным данным, только в феврале 1238 года монголами захвачено было 14 городов Владимиро-Суздальской земли, включая Суздаль, Владимир-на-Клязьме, Ростов Великий, Переяславль-Залесский, Юрьев-Польский, Городец и др.
В начале марта 1238 года корпус монголов под командованием одного из крупнейших их полководцев Бурундая благодаря фактору внезапности смог уничтожить на стоянке соединённое русское войско и убить великого князя Юрия Всеволодовича Владимирского в битве на Сити. После долгой осады и взятия Торжка, монголы не стали идти на Великий Новгород и вернулись обратно, разоряя черниговские и смоленские земли. Весной 1238 года, после взятия Козельска, монголы отошли в южнорусские степи для откорма коней и перегруппировки.
Поскольку главные противники монголов к востоку от Днепра уже были нейтрализованы, Батый принял решение разделить свои войска на несколько корпусов, каждый из которых, действуя самостоятельно, решал локальные задачи по ликвидации оставшихся очагов сопротивления. Возможно, именно летом 1238 года (а не летом 1237 года) произошло подавление Мунке и Бучеком половецкого восстания и победа над аланами.
С наступлением 1239 года источники фиксируют возвращение интереса монголов к лесостепному региону, где они последовательно наносят ряд сильных ударов на всём протяжении от Днепра до Волги. Зимой 1238/39 было подавлено восстание волжских булгар и мордвы, монголы снова заходили в восточную Русь (Муром, Рязань). 3 марта 1239 года монголы штурмом взяли Переяславль-Южный («Переяславль Рускый») — владение владимирских князей в Южной Руси. Соборная церковь св. Михаила была разрушена, а епископ Симеон — убит.
В конце 1239 года войска Мунке, Кадана, Гуюка и Бури развернули наступление на город Минкас (М.к.с., Микес). Летом 1238 года Шибан, Бучек и Бури предприняли поход в Крым, где: «у племени чинчакан (кипчаков?) захватили Таткару». Летом того же 1238 года действовавший самостоятельно брат Батыя Берке взял в плен трёх половецких военачальников.
Осенью 1239 года монголы нанесли удар по Черниговскому княжеству. Не позднее 18 октября 1239 года был взят Чернигов. Во время осады на помощь городу пыталось пробиться войско во главе с двоюродным братом Михаила Всеволодовича, рыльским князем Мстиславом Глебовичем, но потерпело поражение. Были разграблены и разорены земли и города вдоль Десны и Сейма, в том числе Путивль, Глухов, Вырь и Рыльск. По данным археологии, был сожжён и Гомель. Не надеясь на свои силы, Михаил Всеволодович бежал сначала в Венгрию, пытаясь сосватать дочь венгерского короля Белы IV Анну за своего сына Ростислава (неудачно), а затем в Польшу к Конраду Мазовецкому. Оттуда, примирившись с Даниилом Галицким, он уже в 1240 году вернулся на Русь и остановился в Луцке. Командовал осаждавшими Чернигов, по различным версиям, Мунке либо Батый (глава западного похода) и Берке с братьями.

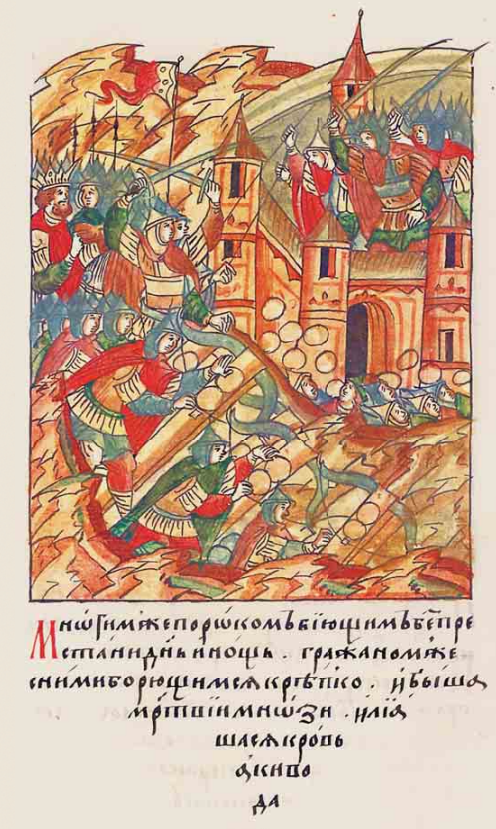
Взятие Киева монголами в 1240 году. Миниатюра из русской летописи

Судя по молчанию источников, расправившись со своими противниками к востоку от Днепра, монголы сделали паузу. Корпус под предводительством Букдая весной 1240 года был направлен через Дербент на юг, в помощь действовавшим в Закавказье монгольским войскам. Примерно в это же время Батый принял решение отослать домой Мунке, Гуюка и Бури, отношения с которыми у него не сложились. Летом 1240 года они уже были в Монголии, а оставшиеся войска провели перегруппировку, вторично пополнившись за счёт половцев и поволжских народов.
Следующей целью монголов стали русские земли на правом берегу Днепра. К 1240 году большая их часть (Галицкое, Волынское, Киевское, а также, предположительно — Турово-Пинское княжества) была объединена под властью сыновей волынского князя Романа Мстиславовича: Даниила и Василька.
Не считая себя в состоянии самостоятельно противостоять монголам, накануне вторжения (то есть примерно осенью 1240 года) Даниил отправился в Венгрию, вероятно, пытаясь склонить короля Белу IV оказать ему помощь, но ничего не добился.
Позднее он перешёл в Польшу: сначала в Сандомир (где встретился со своей семьёй), а затем в Мазовию, к своему союзнику Конраду. Там же оказался и брат Даниила Василько. В Мазовии князья оставались до тех пор пока не узнали об уходе монголов из их земель.
Первым пунктом на пути Батыя был Киев. Ещё осенью 1239 года, во время покорения Черниговского княжества, к Днепру напротив Киева подходил Мунке. Контролировавший в то время город черниговский князь Михаил Всеволодович ответил тогда отказом на мирные предложения монголов. Новая попытка овладеть Киевом была предпринята монголами почти год спустя. Осенью 1240 года Батый снова собрал в кулак бывшие в его распоряжении войска. Своё наступление монголы начали с покорения Поросья — области зависимых от киевских князей Чёрных Клобуков. После Поросья монгольские войска осадили Киев.
Падение Киева 19 ноября или 6 декабря 1240 года стало знаковым событием — среди правящих кругов Галича и Волыни началась паника. Сидевший в Луцке Михаил Всеволодович снова бежал со своим сыном в Польшу. Туда же бежала супруга князя Даниила и его брат Василько. Правители Болоховской земли изъявили завоевателям покорность. Учтя это, Батый смог беспрепятственно заняться покорением русских городов. Основная часть монгольского войска (до 70 тыс. чел.) во главе с самим Батыем, Каданом и Субудаем взяла Галич.

### Польша
Выделенные для похода в Польшу монгольские войска возглавили Байдар и Орду: огибая Карпаты с севера, они проследовали в Польшу через южную часть Берестейской земли. Имеются сведения о разрушении монголами Берестья. В январе 1241 года они захватили Люблин и Завихост. 13 февраля 1241 года пал Сандомир. В этот же день они разгромили малопольское ополчение под Турском. Краковские войска воеводы Владислава Клеменса и сандомирские — воеводы Пакослава и кастеляна Якуба Ратиборовича пытались закрыть путь на Краков, но были разбиты соответственно под Хмельником (Шидловце) 18 марта и под Торчком 19 марта. 22 марта монголы заняли Краков, а затем Бытом. Краковский князь Болеслав V со своей матерью бежал в Венгрию, а затем какое-то время скрывался в цистерцианском монастыре в Моравии.
В начале апреля монголы через Ратибург и Ополе прорвались к Вроцлаву, жители которого бежали, после чего посад был сожжён воинами силезского князя. 9 апреля в битве под Легницей польско-немецкое войско Генриха Благочестивого потерпело страшное поражение. Воспользовавшись гибелью Генриха, Конрад Мазовецкий занял Краков. Чешские войска во главе с королём Вацлавом I на 1 день опоздали под Легницу и были направлены в Лужицы наперерез предполагаемому пути монголов.

### Венгрия
Оперативный план Субедэя предполагал вторжение на территорию Венгрии с нескольких направлений, чтобы, по всей видимости, заставить противника максимально раздробить свои силы и тем самым дать возможность разбить их по частям:
Немногочисленный отряд Батыя прошёл через т. н. «Русские ворота» (Верецкий перевал в Карпатах). Корпус Кадана и Бури следовал через Молдавию, перейдя Карпаты через Родну и Трансильванию, разорив венгерские города Бистрицу, Орадя и Темешвар. Отряд Бучека проследовал в Венгрию ещё более южным путём: через Валахию. Выйдя на среднедунайскую низменность позднее прочих, войска Бучека заняли города южной Венгрии: Арад, Перг и Егрес.
Основные силы монголов под руководством Субудая начали кампанию с победы над половцами в бассейне р. Сирет (на землях половецкого епископства), после чего проследовали в Венгрию через один из перевалов в восточных Карпатах (возможно, дорогой Кадана через Родну). Об изначальных целях этой группировки данных нет; вероятно, Субэдей планировал использовать эти войска как своеобразный резерв на том направлении, где монголы добьются наибольших успехов или же там, где будут замечены главные силы противника.
Венгерский король Бела IV полагал, что монголы нанесут свой основной удар через т. н. «Русские ворота» (Верецкий перевал) и именно туда заранее отправил с войском палатина Дионисия. Сам же король при этом продолжал собирать свои войска под Пештом. Конфликт с баронами помешал ему сделать это оперативно, в результате чего палатин Дионисий не смог вовремя получить помощь и 12 марта 1241 года был разбит войсками Батыя. Эта победа позволила Батыю примерно на 2 недели раньше прочих корпусов выйти на паннонскую равнину и уже 15 марта передовые монгольские отряды под руководством Шибана вышли к Пешту, установив т.о. контакт с главными силами венгров. Разбив свой лагерь примерно в 20 км от венгерского войска, Батый смог держать королевское войско в постоянном напряжении. Тем временем отдельные отряды его корпуса грабили окрестности и мешали отдельным венгерским соединениям пробиться к главной армии: 17 марта пал Вац, ок. этого же времени монголы взяли Эгер и разбили отряд варадинского епископа.

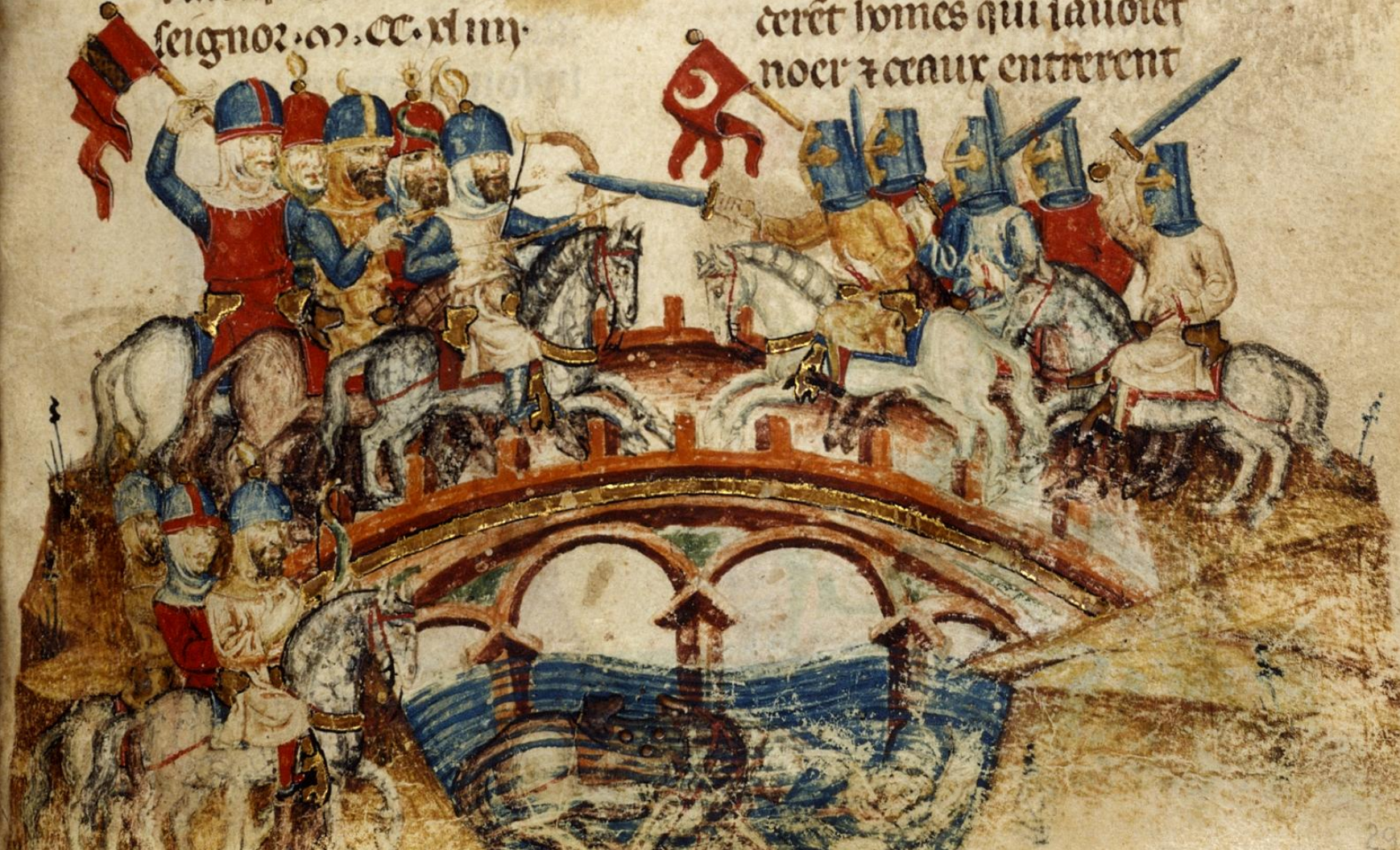
Битва на реке Шайо. Миниатюра рукописи XIII в.

На военном совете венгры решили ещё до полного сосредоточения войск, Бела IV выступить на Батыя. Такое решение, несмотря на его кажущуюся ожидаемость, застало монголов врасплох. — Не имея возможности в одиночку противостоять объединённой венгеро-хорватской армии, едва ли не впервые за всё время западного похода Батый был вынужден уклониться от сражения и начать отвод своих войск от Пешта. Неспешное отступление продолжалось несколько дней, и за это время оба войска успели проделать более половины пути до Карпат. Вероятно, именно в это время к корпусу Батыя успели присоединиться главные силы под предводительством Субедэя, после чего монголы почувствовали себя достаточно сильными, чтобы принять генеральное сражение. Оно состоялось 11 апреля у р. Шайо и, благодаря применённым монголами военным хитростям, закончилось сокрушительным поражением войск короля Белы IV.
Едва избегнув плена или гибели, Бела бежал под защиту австрийского герцога Фридриха II Бабенберга, а под властью монголов оказалась вся задунайская часть венгерского королевства. Закончив преследование венгров резнёй в Пеште, где, по словам архидиакона Фомы Сплитского, перебито было до 100 тыс. чел., монголы приступили к организации на завоёванной территории временной администрации: все земли были разделены на округа, во главе которых стояли чиновники, по своим функциям близкие к французским бальи.
В течение лета-осени 1241 года монголы предпринимали неоднократные попытки занять плацдармы на южном берегу Дуная и перенести военные действия на земли Священной Римской империи, но, как правило, терпели неудачу. Один из отрядов монголов вышел к Нойштадту, однако, столкнувшись с объединённым чешско-австрийским войском герцога Фридриха, отступил за Дунай.
В свою очередь немцы, изначально собираясь выступить против монголов в первых числах июля 1241 года, сначала перенесли дату общего наступления на несколько недель, а потом и вовсе отказались от каких-либо активных действий. Это может объясняться стратегическим союзом императора с монголами против гвельфов, и тем, что император провёл поход на Рим во время нахождения монголов на границах южной Германии. Установившееся равновесие сохранялось до декабря 1241 года.
Новое наступление было предпринято монголами почти через полгода. С наступлением заморозков, войска Батыя, переправившись через замёрзший Дунай, приступили к осаде Буды, Фехервара, Эстергома, Нитры, Братиславы и ряда других венгерских городов. В этом районе действовали основные силы монголов под руководством Батыя. Корпус Кадана вновь отделился от Батыя, и во второй половине января 1242 года устремился в Хорватию, имея главной целью преследование и нейтрализацию Белы IV. Кадан разорил Хорватию (был сожжён Загреб). После бегства Белы IV в Далмацию, монголы под командованием Кадана вышли в марте 1242 года к крепости Клис, ошибочно считая, что в ней укрывался король Бела, и не сумев её взять, двинулись дальше: в Сербию и Болгарию, где встретились с отошедшими из Венгрии и Моравии отрядами Батыя. Существуют сведения о столкновениях монголов и с войсками Латинской империи.

## Анатолия

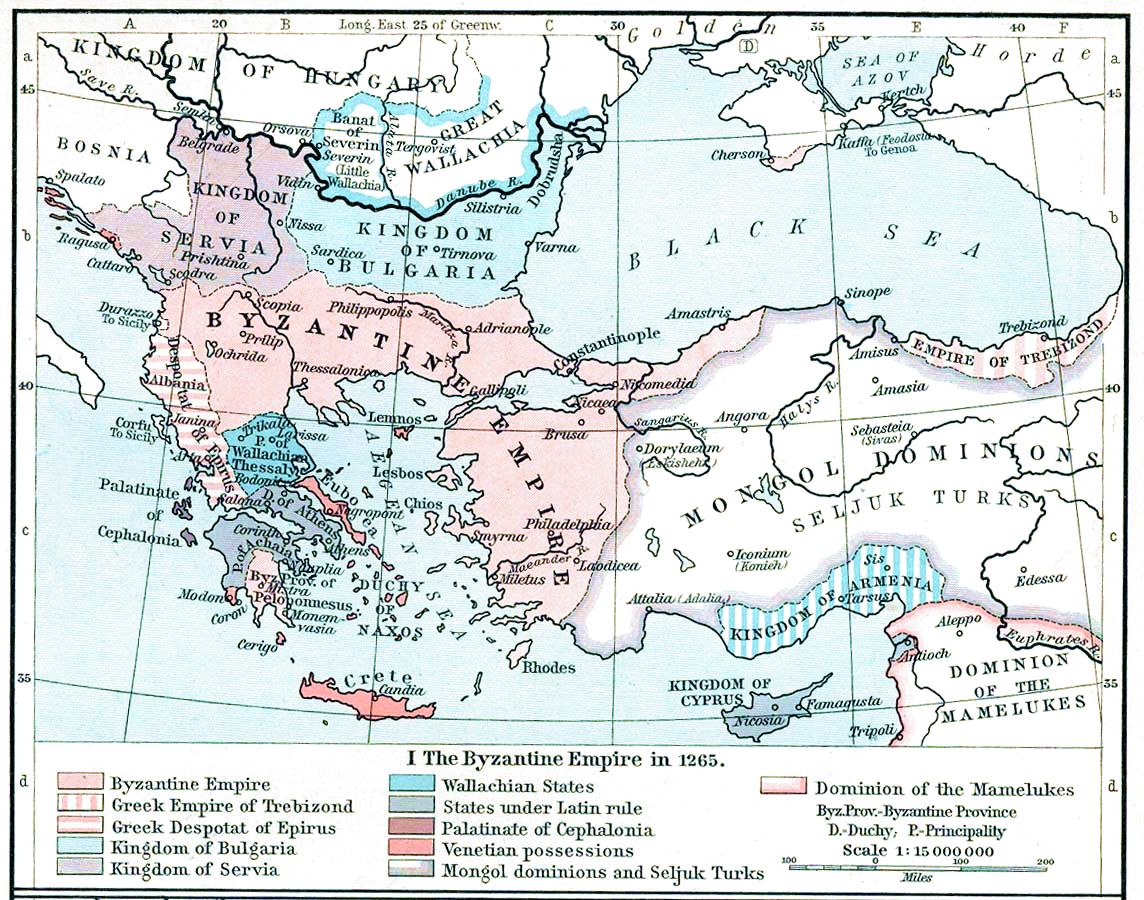
Владения Монгольской империи в Анатолии 1265 года

С 1241 по 1243 год произошло быстрое и довольно успешное завоевание территории Анатолии. После поражения армии сельджуков Румского султаната в битве при Кёсе-даге в 1243 году территория оказалась под контролем монголов вплоть до 1335 года. Из-за нескольких мятежей против султана сельджуков, в 1255 году монгольская орда легко преодолела центральную и восточную Анатолию.
15 апреля, 1277 года произошла битва при Эльбистане (на территории современной Турции) между кипчакской кавалерией Байбарса и монгольской армией Хулагуидского Ильханата и их союзников — царей Грузии и сельджукских султанов Рума. Численность монгольских захватчиков, как и армия мамлюков(кипчаки и арабские кочевники) было примерно равным 14 тысяч. Монгольская армия Абага хана потерпела сокрушительное поражение от конницы кипчакских мамлюков, и по сведениям ибн Шаддада потеряла 6770 воинов. Однако, султан Рума Перване был казнён 2 августа, 1277 года Абага ханом после этой битвы, и Румский султанат обратно стал вассалом Хулагуидского Ильханата.
К концу XIV века большая часть территории Анатолии находилась под контролем различных бейликов вплоть до крушения династии Сельджуков Рума. Туркменские бейлики также признавали себя вассалами монгольских ханов, оставаясь фактически самостоятельными правителями областей. Они не чеканили монеты с изображением собственных правителей, вплоть до Османа I, выпустившего мелкие серебряные монеты, названные акче, по образцу монет Ильханов с собственным изображением. В соответствии с традициями ислама печать монет была прерогативой суверенов, тем самым Осман I заявил о своей независимости от монгольского ханства. Существует мнение, что османы продолжали в какой-то мере платить дань монгольским ильханам вплоть до 1335 года, то есть фактически полной независимости добились лишь после смерти Османа. В Турции до сих пор можно найти следы культурного наследия монголов, в частности захоронения различных правителей, в частности сына Хулагу.

## Ближневосточный поход
Ближневосточный поход под командованием Хулагу (1256—1260) был одним из крупнейших завоевательных походов монгольской армии, направленный против иранских исмаилитов-низаритов, халифата Аббасидов, сирийских Айюбидов и мамлюков Египта; поскольку большую роль в действиях против ближневосточных мусульман сыграли центральноазиатские христиане-несториане, некоторыми историками (Р. Груссе, Г. В. Вернадский, Л. Н. Гумилёв) назван «Жёлтым крестовым походом».

### Низариты
В 1256 году монголы разгромили низаритов. В январе 1256 года Хулагу, пополнив свою армию джучидскими подразделениями, предоставленными Сартаком, форсировал Амударью и осадил низаритские крепости в Кухистане (Эльбурс). Не полагаясь лишь на военную силу, Хулагу начал и дипломатическое наступление, потребовав от имама низаритов Рукн-ад Дина Хуршаха капитуляции. Среди исмаилитов существовала промонгольская партия, к которой принадлежали известный персидский учёный Насир ад-Дин ат-Туси и врач Муваффик ад-Доулэ. Под влиянием этой партии Хуршах согласился сдать крепости в обмен на сохранение жизни и владений. Однако, как только Хулагу почувствовал, что Хуршах пытается выгадать время и затягивает переговоры, он начал штурм крепости Меймундиз, в которой находился имам. В итоге, Хуршах вынужден был сдаться. Большинство исмаилитских крепостей в Кухистане сдалось без боя в течение года и было разрушено. Лишь немногие, в том числе знаменитый Аламут, капитулировавший 19 декабря 1256 года, оказали незначительное сопротивление. Сложнее всего пришлось монголам при осаде Гирдекуха, которая продлилась годы.

### Багдад

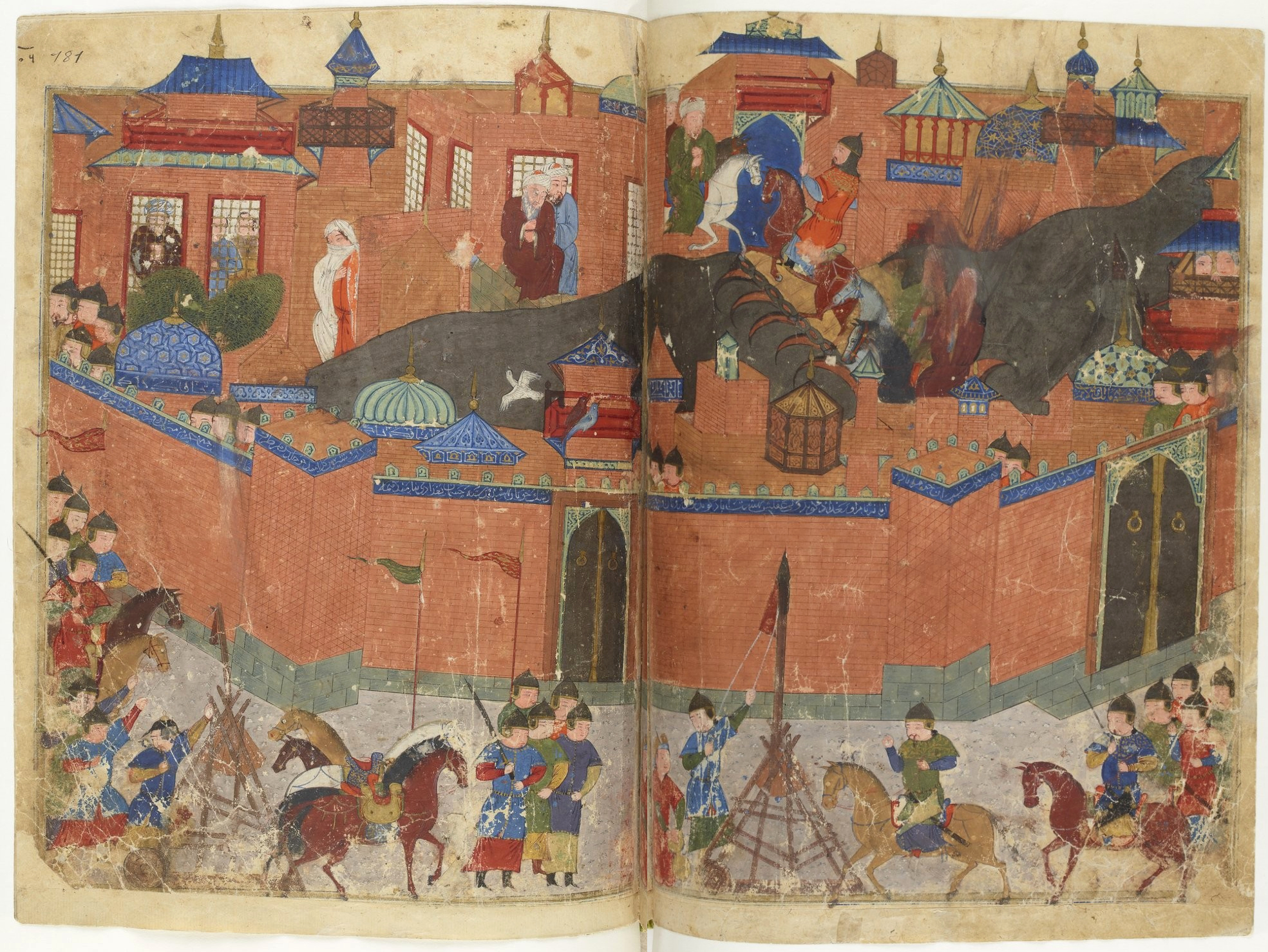
Осада Багдада Хулагу-ханом. Миниатюра рукописи «Сборника летописей» Рашид-ад-Дина, XIV в.

Покончив с низаритами, в 1258 году Хулагу двинулся на Багдад. Он потребовал покорности от багдадского халифа аль-Мустасима. Халиф, самонадеянно отвергнув ультиматум монгольского командующего, не располагал, однако, силами, чтобы ему противостоять. Полевая армия Аббасидов под командованием Фатх ад-дина ибн Керра потерпела поражение на берегу Тигра от войск Байджу. В начале 1258 года Хулагу, Байджу и Кит-Буга завершили окружение Багдада. Сперва в действие вступили осадные орудия, а затем начался штурм. К середине февраля город был в руках монголов; последний халиф добровольно выдал монголам свои сокровища, но был казнён. Хамдалла Мустауфи Казвини, завершивший Тарихи Гузиду в 1330 году, утверждает, что 800 000 человек были убиты и убиты во время осады Багдада Хулагу в 1258 году .
В тот же период нойон Урукту был направлен для взятия города Ирбиль. Его правитель Тадж ад-Дин ибн Салайя покорился монголам, но защищавшие крепость курды отказались сдаться. Долгая осада успеха не принесла. Лишь летняя жара заставила курдов покинуть Ирбиль, и его занял союзник монголов Бадр ад-Дин Лулу, атабек Мосула.

### Сирия

Наступление монголов в Леванте

После завоевания Багдада началась сирийская кампания монголов. Расположившись в окрестностях Мараги в Азербайджане, Хулагу стал принимать мусульманских властителей, прибывших выразить покорность, в частности, Бадр ад-Дина Лу’лу, атабека Са’да из Фарса, братьев Изз ад-Дина Кей-Кавуса II и Рукн ад-Дина Кылыч-Арслана IV из Конийского султаната. Бадр ад-Дин Лу’лу отправил своего сына Салиха на службу Хулагу. 12 сентября 1259 года армия Хулагу выступила на запад. В авангарде шли силы Китбуки, на правом крыле — Байджу и Шиктур, на левом — Сунджак, центром командовал сам Хулагу. Монголы заняли Ахлат, разгромили в окрестных горах курдов. Салих был послан на завоевание Амида (ныне — Диярбакыр), а Хулагу захватил Эдессу. Затем были взяты Нисибин и Харран.
Монголы перешли Евфрат и призвали наместника Алеппо (Халеба) аль-Муаззама Туран-шаха III сдать город. В ответ на отказ 18 января 1260 года они осадили Халеб. В осаде участвовали и войска христианских союзников Хулагу — Хетума Армянского и Боэмунда Антиохийского. Город был занят в неделю, но цитадель держалась до 14 (по другим сведениям 26) февраля. После её взятия монголы устроили резню, прекращённую через шесть дней по приказу Хулагу. Из защитников цитадели в живых оставили лишь одного армянского золотых дел мастера. Хетум сжёг мечеть Халеба, сохранив яковитскую церковь. Хулагу вернул армянскому царю некоторые области и замки, отнятые у него халебскими правителями. Боэмунду были отданы халебские земли, бывшие в руках мусульман со времён Салах ад-Дина. 31 января Айюбидский султан ан-Насир Юсуф, узнав о падении Халеба, отступил с войском из Дамаска к Газе. Дамаск сдался монголам без боя, и 14 февраля (по другим сведениям — 1 марта) Китбука вступил в город, назначив там монгольского управляющего.
В начале сентября 1260 года при Айн-Джалуте произошла битва между армией египетских мамлюков под командованием султана Кутуза и эмира Бейбарса и монгольским корпусом из армии Хулагу под командованием Китбука-нойона. После получения известий о смерти великого хана Мункэ Хулагу с основной частью армии отступил в Закавказье (июнь 1260 года). Китбуке были оставлены сравнительно малые силы (10—20 тыс или даже 10—12 тыс., включая подкрепления от союзных армян и грузин). Хулагу оставил своего военачальника со столь немногочисленным войском и приказал ему покорить крепости исмаилитов в северной Сирии.
Осенью 1281 году ильхан Абага попытался взять реванш и послал в Западную Сирию 50-тысячное войско Менгу-Тимура, при поддержке грузинских и армянских отрядов. 29 октября 1281 года монголы потерпели поражение в битве при Хомсе, а после смерти в 1282 году Абаги его преемник Текудер-хан принял ислам и заключил с мамлюками мир. В 1303 году очередной монгольский правитель Газан-хан отправился в поход на Дамаск, но после разгрома 20 апреля его армии при Мардж аль-Саффаре экспансия Хулагуидов в Сирии была окончательно остановлена.

### Палестина

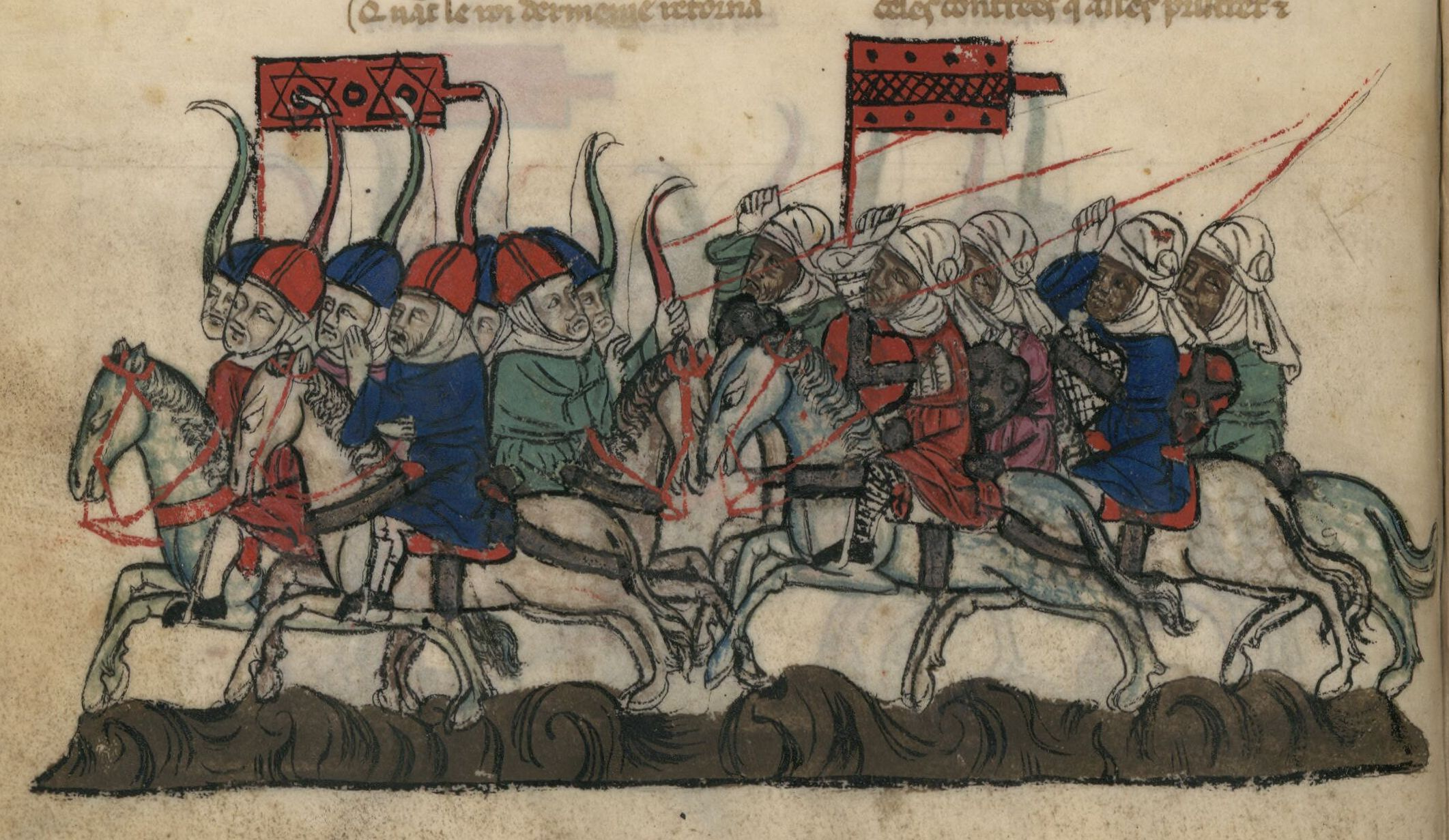
Битва мамлюков с монголами при Хомсе (1281). Миниатюра из «Цветника историй» Хетума Патмича, XIV в.

Китбука продолжил завоевания из Сирии на юг — в Палестину, захватив Баальбек, аль-Субейба и Аджлун, монголы вошли в Самарию и жестоко расправились с Айюбидским гарнизоном Наблуса. Далее монгольские отряды беспрепятственно заняли Газу, Айюбидский султан ан-Насир Юсуф был взят в плен и выслан к Хулагу, монгольские гарнизоны в 1000 человек были размещены в Газе и Наблусе. Навстречу Китбуке двинулась армия египетских мамлюков под командованием Кутуза и Бейбарса I. 3 сентября 1260 года в битве при Айн-Джалуте монгольское войско потерпело поражение. Китбуга попал в плен и был казнён.

## Юго-Восточная Азия

### Дайвьет и Тямпа

Карта монгольско-вьетнамских войн 1284—1288 годов

Монгольские вторжения в Дайвьет и Тямпу — три военные операции, в ходе которых Монгольская империя, завоевавшая к тому времени Китай, вторгалась на территорию государств Дайвьет (династия Чан) и Тямпа, расположенных на территории современного Вьетнама. Эти вторжения происходили в 1257—1258, 1284—1285 и 1287—1288 годах. Монголы потерпели поражение от государства Дайвьет и вынуждены были вывести свои войска из Дайвьета и Тямпы. Как часть соглашения, оба государства согласились признать себя подчинёнными Монгольской Империи и платить ей дань, но на практике ни один глава Дайвьета не явился лично ко двору Хубилая воздать почести.

### Ява
В 1289 году посол Хубилая китаец Мэн Ци прибыл на Яву, и потребовал от Кертанагары — правителя государства Сингасари — изъявления покорности. В ответ на это требование Кертанагара приказал поставить на лицо посла раскалённое клеймо. Этот инцидент дал повод Хубилаю начать подготовку к военному походу на Яву. Монголу Шиби, китайцу Гао Сину и уйгуру Икэмусы было приказано собрать войска и припасы в провинциях Фуцзянь, Цзянси и Хугуан (современные Хунань и Хубэй). Шиби было доверено верховное руководство, Гао был назначен начальником сухопутных войск, а Икэмусы должен был руководить флотом. Кертанагара, извещённый о надвигающейся угрозе, предполагал, что монголы будут двигаться через Чампу и Малаккский полуостров, и отправил туда значительные силы. Он не ожидал, что монголы соберут большой флот и отправятся прямо на Яву.
В конце 1292 года 20-тысячная армия вышла в море из Цюаньчжоу на 100 кораблях. Она везла с собой годовой запас зерна и 40 тысяч лянов серебра для приобретения дополнительных запасов. В начале марта 1293 года войска Гао Сина высадились на Яве близ крупного портового города Сингасари — Тубана. Флотилия Икэмусы осталась крейсировать близ берегов. Поскольку основная часть армии Кертанагары находилась вдали от Явы, он оказался в крайне уязвимом положении, дав возможность поднять голову неусмирённым и непокорённым яванцам. Один из их вождей — Джайякатванг, глава непокорного государства Кедири — разгромил его войска и убил его самого. Государство Кертанагары перешло к его зятю, принцу Виджайе. Задавшись целью отомстить за убийство своего тестя, Виджайя предложил изъявить покорность монголам в обмен на помощь в борьбе с дерзкими мятежниками. Его подчинённые снабдили юаньские войска важными сведениями о портах, реках и топографии Кедири, а также подробной картой провинции. Монголы приняли предложение и согласились вступить в войну с Джайяткавангом. Китайско-монгольский флот направился к Кедири и по пути разгромил высланные против него морские силы. Гао Син высадился в Кедири, и за неделю монголы сломили сопротивление обороняющихся.
Виджайя попросил, чтобы ему выделили 200 безоружных монгольских солдат в качестве эскорта, чтобы он мог отправиться в город Маджапахит, где собирался официально принести изъявления покорности представителям великого хана. Начальники монголов согласились выполнить эту просьбу, не заподозрив неладного. По пути в Маджапахит отряды принца заманили китайско-монгольский эскорт в засаду и стали скрытно окружать основные силы монголов. Они действовали столь успешно, что Шиби едва спас свою жизнь. Ему пришлось проделать долгий путь, чтобы добраться до своих кораблей; при отступлении он потерял 3 тысячи человек. Когда все начальники экспедиции собрались, чтобы решить, что делать дальше, то они не смогли прийти к единому мнению. В итоге, разойдясь во взглядах, они отвели свой флот и 31 мая 1293 года отплыли обратно к берегам Китая.

### Бирма

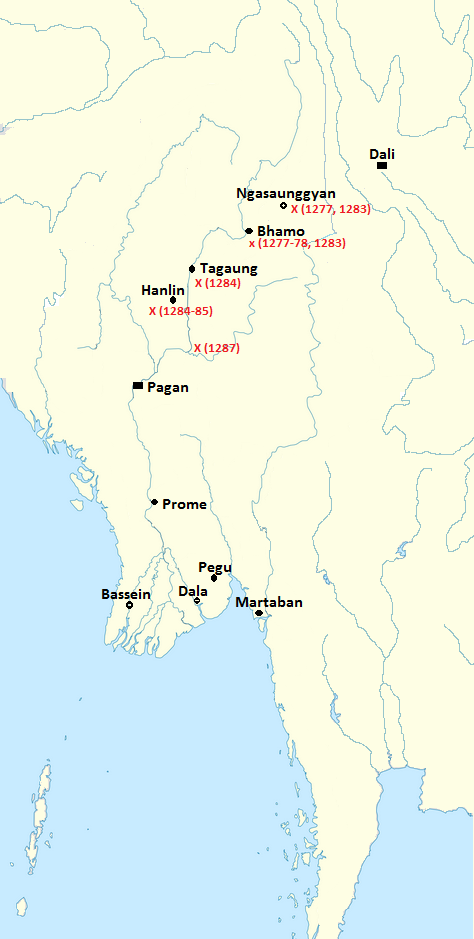
Монгольское завоевание Бирмы

Монгольское завоевание Бирмы произошло во второй половине XIII века и включало в себя несколько вторжений войск Монгольской империи в царство Паган. В 1277 году войска Бирмы выдвинулись против округа Каунгай, глава которой объявил себя подданным Хубилая. Навстречу им вышел монгольский гарнизон в 700 человек, который поддерживало до 12 тысяч местных представителей народа тай. Битва между монголами и бирманцами закончилась поражением вторых. В ноябре 1277 года монгольский отряд совершил вторжение в Бирму и одержал победу над их войском, но из-за сильной жары и малярии был вынужден уйти. Это вторжение привело к падению царства Баган, которое распалось на две части: на севере остался народ тай, а на юге — племена мон.
В 1283 году монгольское войско численностью до 10 000 человек вышло из провинции Сычуань с целью подчинить царство Баган. Под Бамо они с лёгкостью разбили армию Бирмы, царь Наратихапате с горсткой приближённых бежал и был вынужден скрываться в горах. Из-за поражения он потерял авторитет среди своих подданных и получил прозвище «царь, который убежал от китайцев». В результате, когда в 1287 году Хубилай организовал очередной поход, Наратихапате был убит своим сыном Тихату. Бирманцы не были способны к сопротивлению и монголы посадили на престол марионеточного правителя, однако бывшее царство Баган окончательно распалось и перешло в период феодальной раздробленности, который продолжался до середины XVI века. Северная Бирма признала власть династии Юань, а потом была захвачена шанами, которые в 1299 году организовали восстание, убив марионеточного правителя и около 100 наместников. Шанам также удалось в 1300 году отразить карательный отряд, а в 1301 — откупиться, но позднее правитель Северной Бирмы стал просить о помиловании и был прощён, а зависимость от империи Юань — восстановлена.

## Южная Азия

### Индия

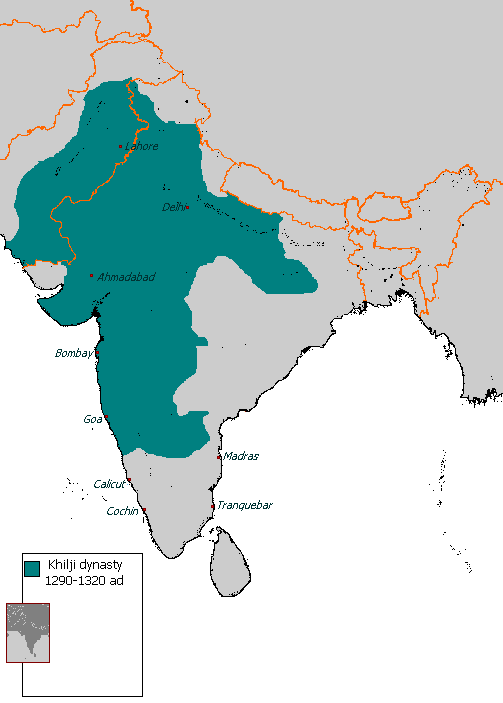
Династия Хильджи

Монгольские вторжения в Индию включали в себя ряд нападений войск Монгольской империи на Делийский султанат, произошедших в XIII веке. Впервые на территорию Делийского султаната монголы вступили в 1221 году, преследуя войско правителя Хорезма Джелал ад-Дина, до этого разбившего монгольский отряд в битве при Парване. 9 декабря на реке Инд произошла битва, в которой войско Джелал ад-Дина было разгромлено. После этого монголы опустошили области Мултана, Лахора и Пешавара и покинули Индию, захватив около 10 000 пленных.
В 1235 году монголы захватили Кашмир, оставив там наместника, но восставшие кашмирцы в 1243 году изгнали захватчиков. В 1241 году они совершили вторжение в Индию и захватили Лахор. В 1246-м были взяты Мултан и Уч. В 1253 году Кашмир был вторично завоёван монголами.
В 1254—1255 годах кашмирцы подняли восстание, которое было подавлено. Позже, имея более значимые цели, монголы временно прекратили крупные операции против Индии, и её правители использовали это для возвращения захваченных территорий, а также для увеличения обороноспособности. Султан Ала уд-Дин Хальджи в 1290—1300-х годах ввёл мобилизационную экономику и усилил армию, во многом по образцу монгольской организации.
В 90-х годах XIII века набеги возобновились со стороны Чагатайского улуса. В 1292 году они вторглись в Пенджаб, но авангард потерпел поражение, а от остального войска султану удалось откупиться. Позднее монголы организовали ряд вторжений в Северную Индию. В 1297 году в крупном сражении у Дели монголы одержали победу над индийцами, но из-за тяжёлых потерь отступили. В 1299 году Ала уд-Дин Хальджи совершил поход в улус. После долгого отступления, монголы атаковали и разбили часть его войск, погиб индийский генерал Зафар Хан. После этого монголы совершили быструю атаку, дошли до Дели и разорили и сам город, и его окрестности; Ала уд-Дину оставалось только отсиживаться в крепости Сири около 2 месяцев. После этого султан построил новые укрепления и усилил армию. Однако монголам удалось в ходе очередного набега сжечь и разграбить Пенджаб и его окрестности. Но позднее таких успехов им достичь, как правило, не удавалось. В 1306 году под руководством Кебека ими было осуществлено вторжение. Отряд переправился через Инд около Мултана, но потерпел крупное поражение от правителя Пенджаба. В плен, по завышенным индийским данным, попало до 50 000 человек. В 1307—1308 году произошло последнее вторжение, которое также было отбито. После этого вторжения прекратились, хотя в течение XIV века ещё совершались отдельные нападения со стороны промонгольских государств.

## Последствия завоеваний

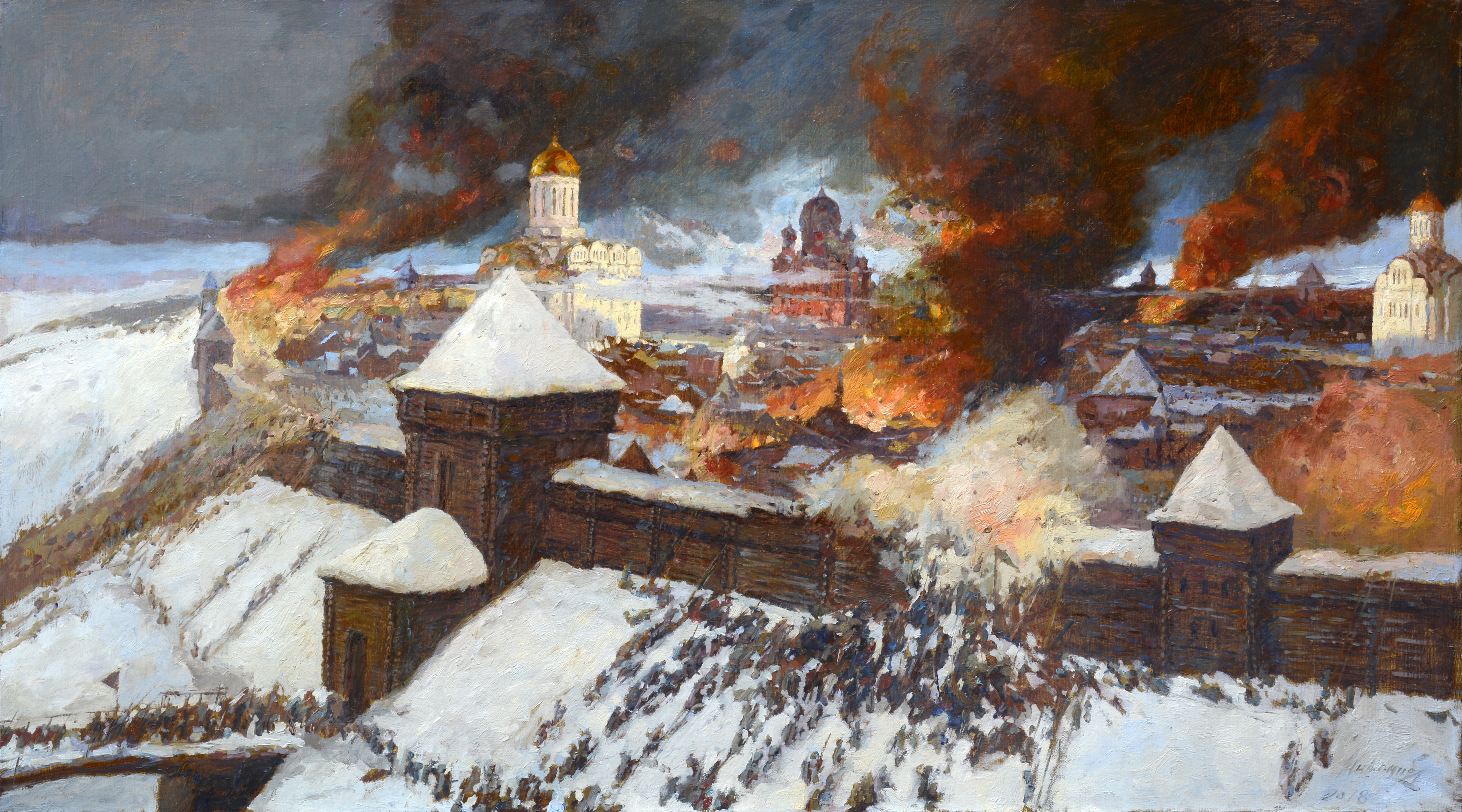
Осада Рязани во время нашествия монголов на Киевскую Русь в декабре 1237 года

Если враг оказывал моголам сопротивление, следовали массовые убийства, террор и разрушения. Дэвид Николь отмечает в книге «Монгольские военачальники», что «террор и массовое истребление любого, кто противостоял им, были хорошо проверенной монгольской тактикой». Если враг отказывался сдаться, монголы применяли стратегию тотальной войны: монгольские лидеры отдавали приказы о коллективном истреблении населения и уничтожении имущества. Джордж Квестер предположил: «Возможно, террор породил страх, который парализовал и лишил дееспособности силы, способные оказать сопротивление».
Только во время военного вторжения монголов в Китай погибло, по оценкам, около 60-75 млн человек. Города Балх, Бамиан, Герат, Киев, Багдад, Нишапур, Мерв, Куня-Ургенч, Лахор, Рязань, Чернигов, Владимир и Самарканд подверглись серьезным опустошениям со стороны монгольских войск.
Население Тангутской империи Западного Ся составляло 3 000 000 человек , но большинство тангутов, включая детей и женщин, были убиты армией монгольских захватчиков под предводительством Чингисхана. По словам Джона Мэна , Тангутская империя малоизвестна никому, кроме экспертов в этой области, из-за жестокой политики Чингисхана, призывающей к их полному уничтожению. Он заявляет, что «есть основания полагать, что это был первый зарегистрированный пример специального геноцида. Это, безусловно, был очень успешный этноцид».
Согласно исследованию, проведенному Отделом глобальной энергетики Научного института Карнеги, уничтожение столь большого количества людей и городов во времена Чингисхана могло привести к вымыванию из атмосферы до 700 миллионов тонн углерода, поскольку леса могли вырасти на ранее заселенных и возделываемых землях.